# Mollusker (hudåkomma)
Molluscum contagiosum eller vanligare mollusker är en POX-virusinfektion som ger 2–5 millimeter stora, mjuka och glänsande, hudfärgade knottror (papler) på huden. I dessa knottror finns ofta ett vaxartat ämne som är mycket smittsamt. Viruset smittar vid direkt eller indirekt kontakt, och inkubationstiden brukar vara mellan två och åtta veckor. 
Mollusker läker av sig själv men detta kan ta upp till ett år. Om man dessutom har en atopisk sjukdomshistoria är det inte ovanligt att det tar längre tid. Sannolikt smittas man bara en gång i livet och blir senare immun.
Hos barn finns mollusker främst utbredda på mage, armar, ansikte och/eller nacken. Hos vuxna är förekomsten främst korsrygg, kön, insida av lår och mage, och är då en sexuellt överförd smitta.
Särskilt barn kan uppleva att det är väldigt jobbigt med mollusker och påverkas negativt av dessa utslag. Barnen kan vilja klia sig på paplerna och då kan de lätt gå sönder, och därmed kan infektionen lätt spridas till andra delar av kroppen, och till andra barn. Dessutom kan ärrbildning lätt uppstå om paplerna går sönder.
Tillståndet ger vanligtvis endast upphov till symptom i form av ett antal mindre, upphöjda papler på huden med en liten grop i mitten. Dessa är inte smärtsamma men kan ge upphov till klåda. Molluskerna kan utvecklas i små kluster och spridas över olika delar av kroppen. De förekommer ofta i armhålan, bakom knäna samt i skrevet. Man kan drabbas av tillståndet vid mer än ett tillfälle, även om det är ovanligt att så sker.

## Förekomst
Mollusker är vanligt förekommande, och de flesta känner någon som har drabbats. I Tyskland drabbas 25 % av alla barn mellan 2 och 10 år, och i England 30 %. I Sverige får årligen cirka 40 000 patienter diagnosen mollusker.

## Varför behandla
Läkemedelsverket rekommenderar inte behandling mot mollusker, då infektionen är självläkande. Om behandling ändå ska genomföras rekommenderas bedövningssalva och att mollusken därefter skrapas bort. 
Det finns få behandlingar mot mollusker. Det finns dels invasiva behandlingar, dels noninvasiva. Till den förstnämnda gruppen hör skrapning, frysning, och att man sticker hål med en pincett och trycker ut mollusken. Dessa metoder är dels tidskrävande, dels synnerligen smärtsamma. Risken för ärrbildning är stor och sjukdomen kan ändå spridas. För de noninvasiva behandlingarna används läkemedel, bland annat preparat som egentligen är avsedda att behandla vårtor. Dessa medel är starkt frätande och skadar mer än hjälper, då en vårta i sig är mycket hårdare än den mjuka mollusken. 